# Хиперинфлација у Савезној Републици Југославији
Између 1992. и 1994. године, Савезна Република Југославија (СРЈ) је доживела други најдужи период хиперинфлације у светској економској историји. Овај период је трајао 22 месеца, од марта 1992. до јануара 1994. године. Инфлација је достигла врхунац по месечној стопи од 313 милиона процената у јануару 1994. Дневна инфлација износила је 62%, при чему је стопа инфлације од 2,03% за 1 сат виша од годишње стопе инфлације многих развијених земаља. Стопа инфлације у јануару 1994. године, прерачуната на годишње нивое, достигла је 116.545.906.563.330 процената (116,546 трилиона процената, или 1,16 × 10 14 процената). У овом периоду хиперинфлације у СР Југославији цене у продавницама су исказиване у условним јединицама – поенима, што је било једнако немачкој марки. Конверзија је вршена или у немачке марке или у динаре по актуелном курсу на „црном тржишту” који се често мењао и по неколико пута дневно.

## Концепт инфлације
Реч „инфлација“ потиче од латинске речи „inflare“, што значи дувати или ширити се. Реч инфлација, у смислу надувавања новчаног промета, први пут је коришћена у економској литератури у књизи „The Big Paper Deception or the Approximation of a Financial Explosion“ коју је објавио Александар Демлер  у Њујорку 1864. године. Књига је објављена током Америчког грађанског рата где је, услед четворогодишњег сукоба између севера и југа, дошло до масовног разарања и скоро потпуне парализе привреде. Због немогућности да обезбеди средства за финансирање војних расхода, држава је прибегла издавању папирног новца без покрића што је изазвало брз раст цена и погоршање вредности домаће валуте.
Од тада, инфлација је наставила да буде политичка тема о којој се често расправља и постоји обимна економска литература о овом феномену. Разлог за то лежи у чињеници да је инфлација константно присутна у савременим привредама, али и због бројних контроверзних ставова о инфлацији. Воде се жестоки спорови о његовим узроцима, манифестацијама, последицама и мерама за његово отклањање.
Класични концепти инфлацију дефинишу као ситуацију у којој услед повећања новчаног оптицаја долази до смањења вредности новца, што доводи до повећања цена. Разлог за то је чињеница да је сва тадашња инфлација великих размера била повезана са прекомерном емисијом новца (папирног новца) и што су се на тржишту стварали огромни новчани фондови који су стајали насупрот ограниченим робним фондовима. Другим речима, настала је ситуација у којој „превише новца одлази за малу количину робе“. Савремена схватања указују на то да до инфлације долази и када се она не манифестује у општем расту цена. То се најбоље види у бившим социјалистичким земљама у којима је постојала јака државна контрола цена. Цене су остале стабилне, али су се на тржишту појавили недостаци појединих роба. Међутим, свако повећање у монетарном промету и у тржишним привредама не мора аутоматски да доведе до општег повећања цена. То је неминовно само у ситуацији када имамо велику искоришћеност капацитета и пуну запосленост радне снаге. С друге стране, до општег повећања цена може доћи и у случајевима када нема повећања новчаног оптицаја. То је због дисторзија у дистрибуцији националног дохотка, платног биланса и других сегмената у којима настаје инфлаторни притисак који доводи до општег раста цена и без пораста новчане масе.

## Програм стабилизације
Хиперинфлација у Социјалистичкој Федеративној Републици Југославији управљана је хетеродоксним стабилизацијским програмом савезне и републичке владе Србије. На почетку Савезне Републике Југославије (СРЈ) примењен је ортодоксни програм. Оба су била релативно успешна решења у кратком року, али нису била успешна на дуже стазе, што је довело до њиховог колапса.
Узроци инфлације у новоствореној СРЈ, која је потом прерасла у хиперинфлацију, били су неумерена емисија новца којом је требало покрити распад државе, грађански рат, губитак јединственог тржишта од 20 милиона људи, трошкови вођења рата, а потом и санкције које су СРЈ, крајем маја 1992. увеле Уједињене нације (УН).
У буџет је пристизало све мање пара, што је, био одговор привреде у тешкоћама у којима се нашла. Владајући режим Слободана Милошевића, је преко владе Николе Шаиновића, је зарад финансирања сопствених издатака решила да штампа новац без покрића, у огромним количинама, што је довело до хиперинфлације.
Генерални директор Дирекције за послове трезора Народне банке Југославије (НБЈ) Војислав Томић рекао је за лист Политика новембра 1993. да штампарија новца у Топчидеру ради непрекидно, достављајући између 700 и 800 милијарди динара главним филијалама НБЈ за даљу дистрибуцију сваког дана.
Већ почетком 1994. године на снази је још један стабилизацијски програм под називом Програм монетарне обнове и економског опоравка (познат као „Аврамовићев програм“).
Програм професора др Драгослава Аврамовића (Програм монетарне реконструкције и економског опоравка) усвојен је тек почетком 1994. године након рекордне хиперинфлације коју је Југославија преживљавала претходне две године. То је била Југославија у периоду 1992–1994. Забележила је трећу најгору хиперинфлацију у светској економској историји, како по трајању од 22 месеца (март 1992 – јануар 1994), тако и по максималном месечном нивоу (јануар 1994) од 313.563.558 одсто. Оваква разорна хиперинфлација резултирала је драстичним погоршањем свих важних економских показатеља. У 1993. години забележен је пад БДП-а од 30%, пад инвестиција и индустријске производње од 37%, а незапосленост је достигла 24,1%. Истовремено, постојао је огроман буџетски дефицит у ситуацији када су јавни приходи рапидно опадали (пад пореске основице услед пада привредне активности, и – услед санкција – значајан пораст „сиве економије“, због чега је велики део смањеног друштвеног производа остао неискоришћен итд), а јавни расходи су значајно порасли (због повећања социјалних давања због погоршања економске ситуације у земљи, економске и ратне подршке побуњеницима).
Буџетски дефицит је највећим делом финансиран из примарне емисије, а ова монетизација буџетског дефицита била је главни узрок хиперинфлације. Сходно томе, главне мере Аврамовићевог програма односиле су се пре свега на монетарну и фискалну сферу, те се може закључити да је реч о ортодоксном програму стабилизације. Програм стабилизације треба, пре свега, да оствари:
– разбијање хиперинфлације и враћање функције изгубљеног новца у динаре,
– значајно повећање зарада (драстично смањених у периоду хиперинфлације) и обезбеђење минималне безбедности свих грађана,
– суштинска реформа привредног система, посебно у финансијској сфери, и убрзање процеса транзиције итд.
Истовремено, било је неопходно створити услове за што пре укидање међународних санкција и отварање привреде у иностранству, без чега се Програм не може у потпуности реализовати. Пошто је постало јасно да укидање међународних економских санкција не може да чека, како би се придружио слому разорне хиперинфлације, одлучено је да се приступи изради и спровођењу програма стабилизације који би се реализовао у две фазе.
Прва, краткорочна фаза, предвиђала је монетарну реконструкцију и антиинфлаторне мере у циљу разбијања хиперинфлације. То је требало да буде реализовано у првих 6 месеци сопственим снагама, чак и под условима економских санкција међународне заједнице. Друга, дугорочна фаза, предвиђала је суштинске економске реформе које би (уз очување стабилности постигнуте у првој фази) довеле до економског опоравка земље, чиме би се обезбедио дугорочно стабилан привредни раст уз оптималну стопу запослености и раст. стандарда грађана. Ова фаза је, како су истакли аутори Програма, подразумевала укидање економских санкција и прилив „свежег” капитала потребног за његову реализацију. Пошто ова претпоставка није остварена, ова друга фаза није имала шансе за значајнији успех, као што је то био случај са првом фазом Програма. Стога ћемо детаљније описати прву фазу Аврамовићевог програма, јер до реализације друге фазе није дошло, јер у међувремену нису укинуте међународне економске санкције. Прва фаза Програма монетарне реконструкције реализована је у условима економских санкција, без помоћи и прилива капитала, са почетним девизним резервама од око 300 милиона немачких марака.
Може се рећи да су у оквиру Програма монетарне реконструкције основне мере биле усмерене на монетарну политику, монетарне реформе и фискалну политику. Живот у земљи након спровођења програма стабилизације почео је полако да се враћа у нормалу.
Народна банка Југославије је у наведеном периоду хиперинфлације издала 33 новчанице, од којих су 24 издате 1993. године. Југословенска хиперинфлација трајала је 24 месеца, што је дуже од немачке кризе после Првог светског рата која је трајала 16 месеци, грчке кризе која је трајала 13 месеци и мађарске кризе која је трајала 12 месеци.